# Shternberg (cráter)
Shternberg (también denominado en ocasiones como Sternberg) es un cráter de impacto erosionado, localizado en la cara oculta de la Luna. Se encuentra justo al oeste-noroeste del cráter Ohm, y está completamente cubierto por material de albedo superior procedente del sistema de marcas radiales que rodea al citado Ohm. Al oeste-suroeste de Shternberg se halla Weyl, y al oeste-noroeste aparece Comstock. A menos de un diámetro hacia el noreste de Shternberg se encuentra Comrie.
|  |

Este cráter ha sido muy desgastado y erosionado por impactos posteriores. Un pequeño cráter se encuentra sobre el borde norte y un arco corto de cráteres más pequeños discurre al sur de este impacto, atravesando el suelo interior de Shternberg. El borde también ha sido dañado en el lado oriental y al suroeste. El suelo interior está marcado por una serie de pequeños cráteres.
En algunas fuentes antiguas este cráter aparece citado como Sternberg.

## Cráteres satélite

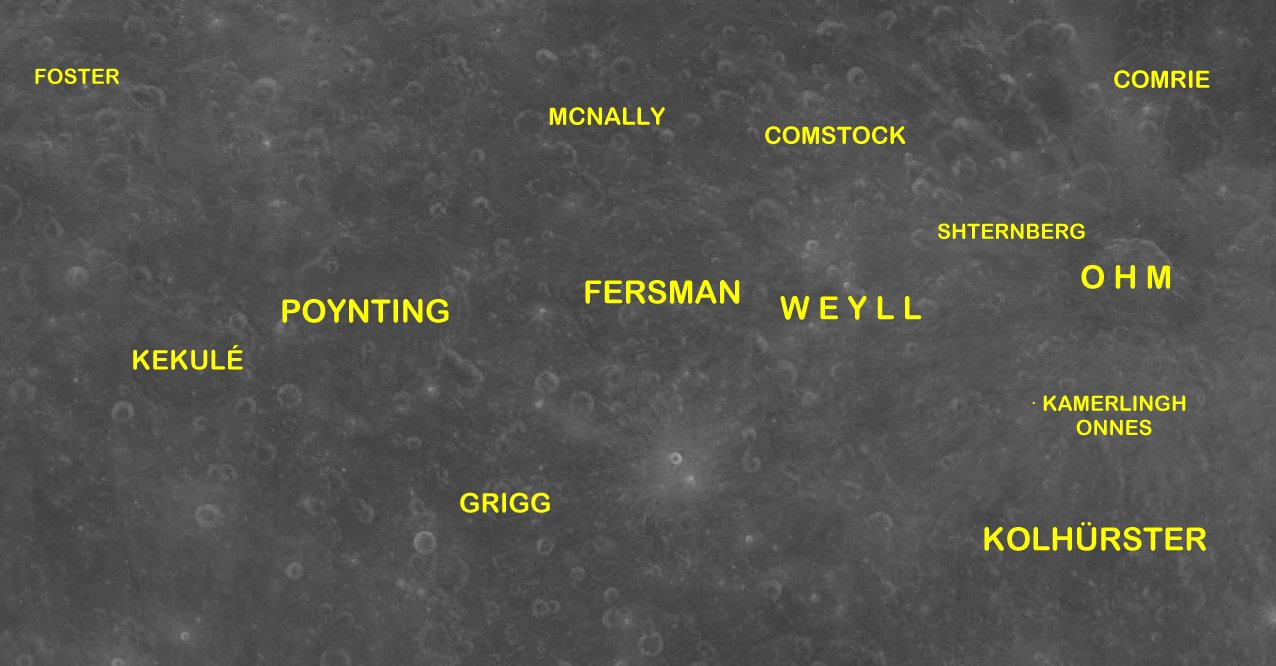
Shternberg, localizado en el interior del sistema de marcas radiales de Ohm

Por convención estos elementos son identificados en los mapas lunares poniendo la letra en el lado del punto medio del cráter que está más cercano a Shternberg.
|            | \| Shternberg \| Coordenadas \| Diámetro \| \| ---------- \| ------------------------------- \| -------- \| \| C \| 20°54′N 114°18′O / 20.9, -114.3 \| 29 km \| |          |
| Shternberg | Coordenadas | Diámetro |
| C          | 20°54′N 114°18′O / 20.9, -114.3 | 29 km    |